# 刘杰 (1918年)
刘杰（1918年5月6日—1999年2月1日），原名刘冰英，女，陕西高陵人，中国政治人物。原甘肃省妇联主席、青海省妇联主任、全国妇联第三届执行委员。

## 生平
早年在西安参加抗日救亡运动。1937年2月加入中国共产党，任陕西省立女子师范学校党支部书记。同年赴兰州，任中共甘肃省工委委员，负责妇女工作。1940年赴延安中央党校学习。1942年调至陕甘宁边区庆阳工委做组织工作。1943年因抢救运动被关押受审，1945年平反后在中央党校学习。1946年6月任中共甘肃工委组织科长。
1949年至1950年，任中共甘肃省妇委会副书记，甘肃省民主妇联筹委会主任。1950年至1954年，任甘肃省妇联首任主席。1954年至1958年，任西北妇联宣传部部长，青海省妇联主任（1955年9月－1958年3月）。1958年4月，受孙作宾影响被划为右派分子，任青海省教育局工农教育处副处长。1961年获平反，复任青海省妇联主任（1962年2月－1964年6月），全国妇联第三届执行委员。
文化大革命中受到冲击。1978年，任青海省轻工业局副局长。1979年，调任陕西省轻工业局副局长。1982年离休，1984年享受副省级待遇。1999年2月1日去世。